# Pierre Labelle
 (décembre 2015).
Si vous disposez d'ouvrages ou d'articles de référence ou si vous connaissez des sites web de qualité traitant du thème abordé ici, merci de compléter l'article en donnant les références utiles à sa vérifiabilité et en les liant à la section « Notes et références ».
Pierre Labelle est un artiste québécois né le 16 février 1941 et décédé le 18 janvier 2000. Il est connu comme humoriste, animateur de radio et membre du groupe Les Baronets.

## Biographie
Il commence sa carrière comme membre du groupe Les Baronets, composé de ses amis d'enfance René Angélil et Jean Beaulne, au tournant des années 1960. Leur succès en fera l'un des groupes québécois les plus reconnus des années 1960. Ils se sont fait connaître grâce à des interprétations en français de grands succès rock des États-Unis, mais principalement du groupe The Beatles.